# Olson Peaks
Olson Peaks är en bergstopp i Antarktis. Den ligger i Östantarktis. Nya Zeeland gör anspråk på området. Toppen på Olson Peaks är 1 335 meter över havet.
Terrängen runt Olson Peaks är kuperad åt sydväst, men åt nordost är den bergig. Trakten är obefolkad. Det finns inga samhällen i närheten. 